# Aplocera latefasciata
Aplocera latefasciata är en fjärilsart som beskrevs av Nitzsche 1916. Aplocera latefasciata ingår i släktet Aplocera och familjen mätare. Inga underarter finns listade i Catalogue of Life.